# Koumelap
Koumelap (ou Nkoumelap) est un village du Cameroun situé dans le département du Noun et la Région de l'Ouest, sur la route qui relie Koupara à Koupa-Matapit. Il fait partie de l'arrondissement de Koutaba.

## Population
En 1966, la localité comptait 1 026 habitants, principalement Bamoun. Lors du recensement de 2005, on y a dénombré 1 939 personnes.

## Infrastructures
Koumelap dispose d'une école publique.